# Classe Dompaire
La classe Dompaire est une classe  de cinq chasseurs de mines français issue de la refonte de cinq dragueurs océaniques de type MSO provenant du Plan Marshall.

## Conception
La reconversion en chasseur de mines permit de tester les nouveaux équipements :
- SYLEDIS
- Table traçante EVEC

### Moyens techniques
- 6 plongeurs-démineurs
- 2 engins PAP 104 (Poisson Auto-Propulsé)
- 1 drague mécanique Oropesa (pour les mines à orin)

## Les unités
- M615 Cantho
- M616 Dompaire
- M617 Garigliano
- M618 Mytho
- M619 Vinh Long